# Transit 5E-1
Transit 5E-1 – amerykański wojskowy satelita naukowy. Zbudowany przez Bureau of Naval Weapons. Wyniesiony jako ładunek dodatkowy satelity Transit 5BN-1.

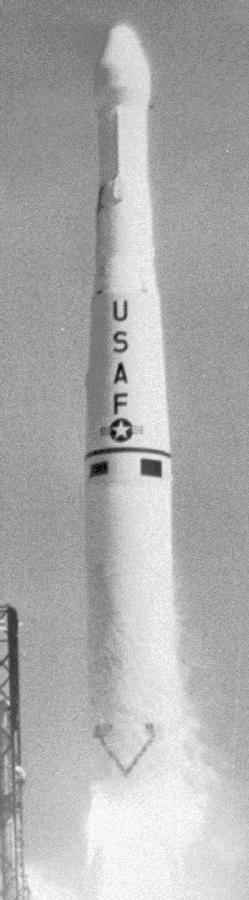
Start Transita 5BN-1 rakietą Thor Able Star

Satelita miał za zadanie mierzyć intensywność strumieni elektronów i protonów o różnych energiach, wpływ promieniowania jonizującego na tranzystory, oraz efektywność powłok termicznych.
Zasilany czterema zestawami ogniw słonecznych. Nadawał na częstotliwościach 136, 162 i 324 MHz.
Działał do listopada 1974. Jego misja została oceniona jako bardzo udana.
Przez stronę Space 40 identyfikowany jako satelita o nazwach: SN-39, RADOSE 5E1, APL SN-39.
Satelita pozostaje na orbicie, której żywotność szacowana jest na około 1000 lat.